# HD130423
HD130423 — подвійна зоря. 
Дана подвійна система має видиму зоряну величину в смузі V приблизно 9,7.

## Подвійна зоря
Головна зоря цієї системи належить до хімічно пекулярних зір й має спектральний клас B9.
В той же час спектральний клас іншої компоненти залишається  ще не визначеним.